# Adiós gringo
Adiós gringo è un film del 1965 diretto da Giorgio Stegani.
Il film, uno dei classici del genere spaghetti-western, è tratto dal romanzo Adios di Harry Whittington, edito da Longanesi.

## Trama
Brett Landers, un pistolero dedito alla vita di campagna, acquista del bestiame per il suo ranch da un amico, Gil Clawson, ma viene ingiustamente accusato di furto. Per legittima difesa uccide il suo accusatore, ma viene ritenuto colpevole di omicidio, e rischia di essere linciato dalla folla.

Le mesas? Si... gli indios le chiamano le terre bruciate.. è tutto deserto lassù, sole e pietre, pietre e sole...

Riesce a divincolarsi dalla pericolosa situazione solo grazie alla sua pistola, così scappa dalla città, giurando di tornare col vero ladro di bestiame e si mette in cammino sulla tracce del suo truffatore. Sulla strada, tra le mesas, trova una ragazza morente: Lucy, rapita durante un assalto ad una diligenza, seviziata, e legata lì, per morire di disidratazione. Brett cerca di prestare i primi soccorsi alla ragazza, ma decide comunque di portarla nella città più vicina, dove viene però guardato con circospezione: i colpevoli dell'assalto alla diligenza non sono infatti ancora stati trovati. Qui, Lucy, riconosce i tre colpevoli, uno dei quali è proprio Gil Clawson, il ladro di bestiame che Brett stava cercando.

Lucy, lasciata a morire di disidratazione

Un altro dei tre banditi però, è Avery Ranchester, il figlio di Clayton Ranchester, padrone di mezza città e per questo Lucy non viene creduta. I tre cercano di mettere a tacere la ragazza, e rapiscono Brett, in modo da inscenare una loro fuga. Brett però riesce a liberarsi e uccide uno dei tre banditi. In città intanto, Clayton Ranchester incita la folla contro Brett, il quale con la complicità dello sceriffo e del medico della città riesce a scappare insieme a Lucy. Inizia così la caccia all'uomo tra le montagne e Lucy è costretta ad uccidere Gil Clawson, l'unica persona che poteva scagionare Brett. Brett però, riesce a catturare Avery, che ha addosso ancora il denaro della rapina che voleva usare per comprarsi il silenzio di Brett. All'arrivo degli altri, Lucy accusa pubblicamente Avery delle sevizie subite, il quale, in cambio di un aiuto al processo, scagiona anche Brett del furto di bestiame.

Avery, Gil e Murphy, i tre banditi

## Colonna sonora
La voce nelle canzoni è di Fred Bongusto
1. Adios (Coro E Percussioni) (01:28)
2. Adios (Armonica E Chitarra) (01:26)
3. Wanted (02:09)
4. Adios Triste (02:29)
5. Adios (Valsesito) (01:29)
6. El Suplicio (02:05)
7. Adios (Coro E Czimbalon) (01:37)
8. Adios (Bossa Nova) (01:56)
9. Adios (02:21)
10. Wanted (Orchestra E Coro) (01:32)
11. Adios (Chitarre E Armoniche) (03:33)
12. Wanted (Orchestra) (01:36)
13. Adios (Saltarello Per Czimbalon E Orchestra) (02:21)
14. Adios (Complesso Di Armoniche) (02:09)
15. Rancheros (01:49)
16. Wanted (01:16)